# Aleksander Józef Szembek (1749–1803)
Aleksander Józef Szembek herbu własnego (ur. 28 lutego 1749, zm. 29 kwietnia 1803) – generał lejtnant wojsk rosyjskich od 1798 roku, generał major wojsk koronnych, generał adiutant królewski w 1773 roku, fligel adiutant królewski w 1766 roku, pułkownik wojsk koronnych w 1775 roku, starosta szczercowski, wolnomularz.
Jedyny syn Franciszka Jakuba Szembeka i jego drugiej żony Marianny z Sułkowskich.
W młodości kształcił się za granicą. W 1767 roku przystąpił do konfederacji radomskiej. W czasie Sejmu Rozbiorowego wszedł jako komisarz ze stanu rycerskiego do asesorii koronnej, powołany do asesorii koronnej w 1775 roku. 14 grudnia 1776 roku objął funkcję pułkownika komenderującego w Regimencie Pieszym Ordynacji Rydzyńskiej nr 10 pod szefostwem Augusta Sułkowskiego.
W 1790 roku przeszedł na służbę rosyjską i w stopniu generała majora został dowódcą Nowogrodzkiego Pułku Muszkieterów Dywizji Jekatyrynosławskiej. Jako brygadier jazdy wojsk rosyjskich uczestniczył w kampanii przeciwko Rzeczypospolitej, w bitwie pod Zieleńcami, Dubienką i Markuszowem.
W 1780 roku należał do warszawskiej loży masońskiej Gwiazda Północna, w latach 1781–1782 był namiestnikiem loży Świątynia Izis, a w latach 1781–1783 Mistrzem Obrzędu Wielkiej Loży Narodowej Wielkiego Wschodu. Odznaczony Orderem Świętego Stanisława. W 1793 roku Katarzyna II nadała mu Order Świętego Włodzimierza III klasy.
Żonaty z Marianną Trzcińską, miał syna Józefa.
W literaturze często mylony ze swoim imiennikiem Aleksandrem Szembekiem (ok. 1739–1806).